# Stella Chinyelu Okoli
Stella Chinyelu Okoli (MON, OON) (sinh k. 1944)  là một dược sĩ và doanh nhân người Nigeria. Cô là người sáng lập và Giám đốc điều hành hiện tại của Emkey Pharmaceutical, một công ty sản xuất dược phẩm.

## Cuộc sống ban đầu và giáo dục
Stella được sinh ra ở bang Kano, miền bắc Nigeria trong gia đình của Felix Ebelechukwu và Margaret Modebelu, hậu duệ của Nnewi ở bang Anambra. Cô bắt đầu giáo dục chính thức vào năm 1954 sau khi đăng ký làm học sinh tại Trường tiểu học All Saint, Onitsha trước khi tiếp tục hoàn thành giáo dục trung học vào năm 1964 tại Trường trung học nữ Ogidi, Ogidi.
Năm 1969, Stella tốt nghiệp Đại học Tổng hợp Hoa Kỳ sau khi học ngành Dược. Cô cũng có chứng chỉ M.Sc về Dược sinh học sau khi tốt nghiệp Đại học London, Chelsea College năm 1971.

## Sự nghiệp
Trước khi thành lập Công ty Dược phẩm Emkey, Stella đã từng làm việc tại một số công ty dược phẩm bao gồm Bệnh viện Middlesex, London, Boots the chemists Limited và Pharma-Deko.
Vào tháng 1 năm 1977, Stella bắt đầu công ty dược phẩm Emkey với tên ban đầu là "Emkey chemists Limited" là một cửa hàng bán lẻ dược phẩm nhỏ ở Somolu, bang Lagos. Dược phẩm Emkey đã trở thành một trong những công ty dược phẩm hàng đầu tại Nigeria với hơn 50 sản phẩm kể từ khi thành lập vào năm 1984.
Là thành viên hiện tại của Hội nghị thượng đỉnh kinh tế Nigeria và Hội đồng tư vấn vấn đề sức khỏe của Nigeria, Stella hiện giữ chức Phó chủ tịch Hiệp hội các nhà sản xuất Nigeria và Hiệp hội phòng thương mại, công nghiệp, mỏ và nông nghiệp Nigeria từng giữ chức Chủ tịch của Tập đoàn sản xuất dược phẩm và Hiệp hội các nhà sản xuất Nigeria.

## Từ thiện
Sau cái chết của con trai Chike Okoli năm 2005, Stella thành lập Quỹ Chike Okoli vào năm 2006 với tư cách là một tổ chức phi lợi nhuận được thành lập với mục đích chống lại nghèo đói và bệnh tật bằng cách nâng cao nhận thức về các bệnh tim mạch. Cô cũng điều hành Trung tâm Nghiên cứu Doanh nhân Chike Okoli.

## Giải thưởng và công nhận
Để ghi nhận những thành tựu và đóng góp của cô cho ngành y tế ở Nigeria, Stella được trao tặng giải thưởng Thành viên của Huân chương Nigeria. Năm 2012, cô được vinh danh tại Lễ trao giải thường niên ThisDay lần thứ 17. Cô cũng là người nhận được giải thưởng vàng quốc tế ECOWAS.